# Майкл Воррінер
Майкл Воррінер (англ. Michael Warriner, 3 грудня 1908 — 7 квітня 1986) — британський академічний веслувальник.
Олімпійський чемпіон 1928 року в складі розпашної четвірки без стернового.